# Himarë
Himara hay Himarë (từ tiếng Hy Lạp: Χειμάρρα, Himarra) là một vùng và bashki song ngữ ở miền nam Albania, thuộc hạt Vlorë. Nơi đây nằm giữa dãy núi Ceraunia và biển Ionia và là một phần của Riviera Albania. Vùng này bao gồm thị trấn Himarë và các làng Dhërmi, Pilur, Kudhës, Qeparo, Vuno, Ilias, và Palasë.
Vùng Himara là nơi cư ngụ của cộng đồng người Hy Lạp.